# 이규희
이규희(李揆熙, 1961년 6월 27일~)는 대한민국의 제20대 국회의원이다.

## 학력
- 천동국민학교 졸업
- 아우내중학교 졸업
- 충남고등학교 졸업
- 연세대학교 법과대학 법학 학사

## 경력
- 1983: 연세대학교 써클연합회 회장
- 1984: 연세대학교 학원민주화추진위원회 위원장
- 1984 ~ 1985: 민주화운동학생연합 공동의장
- 1985 ~ 1991: 노동운동 투신
- 1989 ~ 1990: 부천 태광기계 노동조합위원장
- 1993 ~ 1996: 민주당·통합민주당 민주개혁정치모임 정책실 부실장
- 1994 ~ 1996: 민주당·통합민주당 경기도 지부 시흥시·군포시 지구당 기획실장
- 1994 ~ 1996: 민주당·통합민주당 경기도 지부 시흥시·군포시 지구당 지방자치발전협의회 산본1동 협의회장
- 1994 ~ 1996: 제정구 국회의원 비서관(민원·법률 특별보좌역)
- 1999 ~ 2002: 한국의미래 제3의힘 조직위원장
- 2002: 제16대 대통령 선거 새천년민주당 노무현 대통령 후보 충청남도 지부 천안시 갑 선거대책위원회 위원장
- 2004: 제17대 국회의원 선거 충남 천안시 갑 열린우리당 국회의원 예비후보
- 2005 ~ 2007: 정보통신윤리위원회 사무총장
- 2012 ~ 2014: 한국청소년재단 이사
- 2012.05 ~ : 충청남도장애인당구협회 회장
- 2016.07 ~ 2018.02: 더불어민주당 충청남도당 천안시 갑 지역위원회 위원장
- 2016.08 ~ 2018.08: 더불어민주당 정책위원회 부의장
- 2017.04 ~ 2017.05: 제19대 대통령 선거 더불어민주당 문재인 대통령 후보 충청남도당 선거대책위원회 공동위원장
- 2018년 6월 13일: 2018년 재보궐선거 당선(충남 천안시 갑, 더불어민주당, 초선)
- 2018.06 ~ 2020.05: 제20대 국회의원(충남 천안시 갑, 더불어민주당→무소속→더불어시민당→더불어민주당, 초선)
  - 2018.07 ~ 2020.05: 제20대 국회 후반기 국토교통위원회 위원
  - 2018.10 ~ 2019.06: 제20대 국회 4차 산업혁명 특별위원회 위원
  - 2019.05 ~ 2020.05: 제20대 국회 후반기 국회운영위원회 위원
- 2018.07 ~ 2020.05: 더불어민주당 충청남도당 천안시 갑 지역위원회 위원장
- 2019.05 ~ 2020.05: 더불어민주당 원내부대표
- 2021.06 ~ : 민주연구원 이사
- 2022.01 ~ 2022.03: 제20대 대통령 선거 더불어민주당 이재명 대통령 후보 선거대책위원회 미래시민광장위원회 공동위원장
- 2022.04 ~ 2022.05: 제8회 전국동시지방선거 충청남도 천안시장 더불어민주당 예비후보
- 2022.07 ~ 2024.05: 더불어민주당 충청남도당 천안시 을 지역위원회 위원장

## 전과
- 폭력행위등처벌에관한법률위반: 징역 1년 6월, 집행유예 3년[1] - 1985년 3월 26일 선고[2]

## 공직선거법 위반 논란
2017년 8월 더불어민주당 충남도당 천안시 갑 지역위원회 위원장으로 재직할 당시, 지방의원 선거에 출마코자 하는 한 예비후보로부터 공천 대가로 식사비 등 명목 45만 원을 수수한 혐의(공직선거법 위반)로 기소되었다. 2019년 2월 20일 대전지법 천안지원에서 열린 1심에서 벌금 400만 원, 추징금 45만 원이 선고되었다. 2019년 6월 27일 대전고법에서 열린 2심에서도 벌금 400만 원, 추징금 45만 원이 선고되었다. 2021년 4월 30일 대법원에서 '공천 대가성'을 인정하지 않아 무죄 취지 파기환송되었다.

## 역대 선거 결과
|  | 22.27% |

|  | 29.68% |

|  | 57.78% |

## 같이 보기
- 천안시 갑
- 천안시의 국회의원
- 천안시 동남구의 국회의원
- 천안시 서북구의 국회의원